# Aa en Hunze
Aa en Hunze (uitspraakⓘ) is een gemeente in het noordoosten van de provincie Drenthe in Nederland. De naam van de gemeente verwijst naar de rivieren de Drentsche Aa en de Hunze, die beide door de gemeente stromen. Naar deze rivieren is ook het waterschap Hunze en Aa's genoemd, waarbinnen de gemeente ligt. De gemeente telt 25.845 inwoners en heeft een totale oppervlakte van 278,87 km², waarvan 276,09 km² land en 2,78 km² water (22 november 2024, Bron: CBS). Het gemeentehuis staat in Gieten. De gemeente is in 1998 ontstaan door de samenvoeging van de voormalige gemeenten Rolde, Gasselte, Gieten en Anloo.

## Geschiedenis
De gemeente bestaat uit twee verschillende delen, met elk een verschillende achtergrond. De twee delen worden gescheiden door de Hondsrug die zelf bij het westelijke gedeelte hoort. Dit zandgedeelte hoort tot de oudste bewoonde streken van Nederland. Binnen de gemeente liggen in totaal 12 hunebedden. Daarnaast zijn vooral in de omgeving van Anloo vele grafheuvels te vinden. Dit westelijke deel wordt gekenmerkt door een esdorpenlandschap. Naast Anloo waren ook Rolde en Balloo in de middeleeuwen vergaderplaatsen voor de Etstoel, het hoogste bestuurlijke en juridische college in het toenmalige Drenthe.
Het oostelijke gedeelte van de gemeente kent een veel kortere bewoningsgeschiedenis. De veengebieden langs de Hunze zijn vanuit de dorpen op de Hondsrug, met name Annen, Eext, Gieten en Gasselte ontgonnen.

## Wapen en vlag
De nieuw gevormde gemeente heeft ervoor gekozen een nieuw wapen aan te nemen, waarin geen van de wapens van de oude gemeenten is terug te vinden. Het wapen bestaat uit een groen (sinopel) vlak, waarop een getralied dubbel kruis staat in goud. In het eerste kwartier staat een gouden leliekroon. Het wapen wordt gedekt door een gouden kroon met drie bladeren en twee parels. Het wordt vastgehouden door twee reebokken.
De leliekroon in het eerste kwartier verwijst naar zowel Maria, die ook in het wapen van Drenthe voorkomt, als naar het feit dat de etstoel in het verleden vergaderde in plaatsen die in de gemeente liggen. Het getraliede kruis verwijst naar de twee historische hoofdroutes die door de gemeente lopen: Groningen - Coevorden, over de Hondsrug, en Assen - Gieten en verder naar Veendam. Tegenwoordig zijn dat de N34 en de N33.
De gemeentevlag is van het wapen afgeleid. Het groen in de vlag (en in het wapen) is een verwijzing naar het agrarische karakter van de gemeente.

## Kernen
De gemeente Aa en Hunze telt 35 officiële kernen. Het gemeentehuis bevindt zich in Gieten.

### Officiële kernen
Amen, Anderen, Anloo, Annen, Annerveenschekanaal, Balloërveld, Balloo, Deurze, Eext, Eexterveen, Eexterveenschekanaal, Eexterzandvoort, Ekehaar, Eldersloo, Eleveld, Gasselte, Gasselternijveen, Gasselternijveenschemond, Gasteren, Geelbroek, Gieten, Gieterveen, Grolloo, Marwijksoord, Nieuw Annerveen, Nieuwediep, Nijlande, Nooitgedacht, Oud Annerveen, Papenvoort, Rolde, Schipborg, Schoonloo, Spijkerboor en Vredenheim.

### Andere plaatsen
Naast deze officiële kernen bevinden zich in de gemeente de volgende andere plaatsen: Achter 't Hout, Bareveld (gedeeltelijk), Bonnen, Bonnerveen, Bosje, Bovenstreek, De Hilte, Eerste Dwarsdiep, Gasselterboerveen, Gasselterboerveenschemond, Gieterzandvoort, Kostvlies, Marwijksoord, Schreierswijk, Streek, Torenveen, Tweede Dwarsdiep en Veenhof.

## Monumenten
In de gemeente zijn er een aantal rijksmonumenten en oorlogsmonumenten, zie:
- Lijst van rijksmonumenten in Aa en Hunze
- Lijst van oorlogsmonumenten in Aa en Hunze

## Kunst in de openbare ruimte
In de gemeente Aa en Hunze zijn diverse beelden, sculpturen en objecten geplaatst in de openbare ruimte.

## Politiek
College van burgemeester en wethouders: (college 2022-2026)
- Burgemeester: Anno Wietze Hiemstra - CDA
- Wethouder: Ivo Berghuis - Gemeentebelangen Aa en Hunze
- Wethouder: Richard Heling - VVD
- Wethouder: Kiena ten Brink - PvdA

### Gemeenteraad
| Partij                                                               | 1997  | 2002  | 2006  | 2010  | 2014  | 2018  | 2022  |
| -------------------------------------------------------------------- | ----- | ----- | ----- | ----- | ----- | ----- | ----- |
| Gemeentebelangen Aa en Hunze (voorheen: Combinatie Gemeentebelangen) | 5     | 7     | 5     | 7     | 8     | 10    | 9     |
| VVD                                                                  | 5     | 5     | 4     | 4     | 3     | 4     | 3     |
| GroenLinks                                                           | 1     | 2     | 2     | 2     | 2     | 2     | 3     |
| PvdA                                                                 | 6     | 5     | 9     | 5     | 4     | 3     | 3     |
| D66                                                                  | 1     | -     | -     | 1     | 2     | 1     | 2     |
| CDA                                                                  | 1     | 2     | 1     | 2     | 2     | 1     | 1     |
| Totaal                                                               | 19    | 21    | 21    | 21    | 21    | 21    | 21    |
| Opkomst                                                              | 59,7% | 63,2% | 67,1% | 61,6% | 63,6% | 63,1% | 57,5% |

## Cijfers en statistieken

### Werkloosheid
Ontwikkeling werkloosheid in de periode 2003 t/m 2007:
| Jaar | Nederland | Noord-Nederland | Provincie Drenthe | Aa en Hunze |
| ---- | --------- | --------------- | ----------------- | ----------- |
| 2003 | 7,8       | 10,2            | 9,2               | 7,1         |
| 2004 | 9,5       | 12,1            | 11,4              | 8,7         |
| 2005 | 9,5       | 12,1            | 11,4              | 8,5         |
| 2006 | 9,1       | 11,6            | 11,5              | 8,7         |
| 2007 | 7,5       | 9,6             | 9,2               | 6,9         |

In vergelijking met het werkloosheidspercentage in Drenthe, Noord-Nederland en Nederland zijn de cijfers voor de gemeente Aa en Hunze relatief gunstig over de periode 2003 t/m 2007.

### Bevolking
In 2018 telde de gemeente Aa en Hunze volgens de gegevens van het CBS 25.390 inwoners, 12.666 mannen en 12.724 vrouwen. Aa en Hunze is de gemeente met het laagste percentage inwoners met een niet-westerse migratieachtergrond, op 1 januari 2020 had 2,5% van de inwoners een niet-westerse migratieachtergrond.

#### Leeftijd
| Leeftijd     | Percentage van de bevolking |
| ------------ | --------------------------- |
| 0 - 15 jaar  | 16%                         |
| 15 - 25 jaar | 9%                          |
| 25 - 45 jaar | 19%                         |
| 45 - 65 jaar | 34%                         |
| 65 jaar e.o. | 23%                         |

## Stedenbanden
Aa en Hunze heeft de volgende actieve stedenbanden:
- Żerków (Polen)

Stedenbanden uit het verleden:
- Opočno (Tsjechië) 1990-2016[5]

## Openbaar vervoer
Er zijn een aantal busverbindingen van Qbuzz in de gemeente Aa en Hunze:
| Lijn | Soort     | Route | Opmerking(en)                                   |
| ---- | --------- | --- | ----------------------------------------------- |
|      | Q-link    | Annen - Zuidlaren - Westlaren - A28 - Groningen CS - Centrum - UMCG - Meerstad (- Harkstede - Scharmer)       |                                                 |
| 21   | Streekbus | Assen - Rolde - Grolloo - Schoonoord - Sleen - Emmen                                                          |                                                 |
| 24   | Streekbus | Assen - Rolde - Borger - Stadskanaal - Winschoten                                                             | Rijdt niet 's avonds en op zondag               |
| 29   | Streekbus | Emmen - Noord-Sleen - (Schoonloo - De Kiel - Schoonoord -) Sleen - Erm - Emmen                                | De eerste twee ritten rijden van/naar Schoonloo |
| 51   | Streekbus | Groningen - Haren - Onnen - Noordlaren - Zuidlaren - Schuilingsoord - Annen - Anloo - Gasteren - Loon - Assen |                                                 |
| 59   | Streekbus | Gieten - Gasselte - Drouwen - Borger - Exloo                                                                  |                                                 |
| 77   | Streekbus | Gieten - De Hilte - Wildervank                                                                                |                                                 |
| 107  | Spitsbus  | Stadskanaal - Bareveld - Annerveenschekanaal - Kiel-Windeweer - Hoogezand - Groningen                         |                                                 |
| 300  | Qliner    | Groningen - N34 - Gieten - Borger - N34 - Emmen                                                               |                                                 |
| 310  | Qliner    | Veendam - Bareveld - Gieten - Assen                                                                           |                                                 |
| 312  | Qliner    | Groningen - N34 - Gieten - Gasselte - Gasselternijveen - Stadskanaal                                          |                                                 |
| 418  | Nachtbus  | Groningen → Haren → Glimmen → Westlaren → Zuidlaren → Schuilingsoord → Annen → Gieten → Groningen             |                                                 |

## Aangrenzende gemeenten
| Aangrenzende gemeenten | Aangrenzende gemeenten | Aangrenzende gemeenten | Aangrenzende gemeenten | Aangrenzende gemeenten |
| ---------------------- | ---------------------- | ---------------------- | ---------------------- | ---------------------- |
| Tynaarlo               |                        | Midden-Groningen (Gr)  |                        | Veendam (Gr)           |
|                        |                        |                        |                        |                        |
| Assen                  | Stadskanaal (Gr)       |                        |                        |                        |
|                        |                        |                        |                        |                        |
| Midden-Drenthe         |                        | Coevorden              |                        | Borger-Odoorn          |

Drenthe: Steden en dorpen      Nederland: Provincies · Gemeenten
Aa en Hunze · Assen · Borger-Odoorn · Coevorden · Emmen · Hoogeveen · Meppel · Midden-Drenthe · Noordenveld · Tynaarlo · Westerveld · De Wolden

Steden en dorpen · Voormalige gemeenten · Nederland: Provincies · Gemeenten